# Glória Muianga
Glória Américo Fungate Muianga, kurz Glória Muianga (* 1. Februar 1951 in Lourenço Marques, Portugiesisch-Ostafrika) ist eine mosambikanische Radiomoderatorin von Rádio Moçambique.

## Leben

### Jugend und Ausbildung
Glória Muianga wurde am 1. Februar 1951 in der Hauptstadt der portugiesischen Kolonie Portugiesisch-Ostafrikas geboren. Ihre Mutter starb, als sie sechs Jahre alt war, sodass ihr Vater, der als Elektriker in einer Krankenstation arbeitete, die fünf Kinder alleine betreuen musste. Trotz der kollegialen Unterstützung der Krankenschwestern gelang dies nicht, sodass der Vater Muiangas die Kinder in die Casa da Educação da Munhuana – eine Art Heim für benachteiligte Kinder – gab. Dort wuchsen die fünf Kinder auf, bis sie erwachsen waren.

### Arbeit bei Rádio Moçambique
Nach ihrer Schulausbildung arbeitete Muianga zunächst als einfache Angestellte in der Universitätsbibliothek der Stadt. Nach der Unabhängigkeit Mosambiks ergab sich die Möglichkeit beim Radiosender Rádio Moçambique zu arbeiten. Nach einer Vorsprache erhielt sie dort 1975 ein Praktikum und wurde anschließend dort fest angestellt.
Muianga arbeitet seitdem für den Radiosender und gilt als feste Institution des Senders. Vielen Mosambikanerinnen und Mosambikaner ist nicht ihr Name, sondern vor allem ihre Stimme bekannt, da sie lange als eine der Hauptsprecherinnen des Senders arbeitete. Bekannt wurde sie vor allem für ihre Sendung Uma data na história (dt.: Ein Datum in der Geschichte), in der sie Ereignisse und Geschichte aus der ganzen Welt erzählte. Bekannt ist ihre Stimme u. a. aber auch für den gemeinen Telefonanrufer, da sie die weit verbreitete Ansage „neste momento, não é possível estabelecer a ligação que deseja“ (dt.: „In diesem Moment ist es nicht möglich die von Ihnen gewünschte Verbindung aufzubauen“) einsprach.
Eine formale Ausbildung holte Muianga 1995 nach, sie studierte Rechnungswesen an der Maputoer Handelsschule. Sie ist bis heute im Sender tätig und war von 2008 bis 2011 auch Mitglied im Verwaltungsrat des Unternehmens. Laut Medienberichten spricht sie weiterhin ein Mal pro Woche die Radionachrichten des staatlichen Radiosenders.

### Privat
Muianga heiratete 1969, lebt derzeit aber geschieden. Sie hat zwei Kinder, eines davon ist der Fußballnationalspieler Hélder Muianga.